# 寺田惠子
寺田惠子（日语：／ Terada Keiko，1963年7月27日—）是一名日本摇滚乐手。她是1981年成立的全女子重摇滚及重金属乐团SHOW-YA的主唱和始创人之一，1991年后曾退团14年。独立期间她曾发行过布鲁斯、灵魂乐及J-Pop等不同种类的个人专辑。
寺田惠子的个人标志是她位于右胸上方的假玫瑰纹身，该标志灵感来源于贝蒂·米勒的电影《玫瑰》，米勒在该片中扮演类似珍妮絲·賈普林的角色。
寺田惠子目前是调整过后的SHOW-YA乐队及特别组合西寺实成员，并常年以个人或乐团身份活跃在各类电视及广播节目中。

## 生平
寺田惠子于1981年开始以歌手活动并于1982年和键盘手中村美紀成立SHOW-YA乐队。乐队在1980年代于日本大受欢迎，但未能成功进入国际市场。1988年寺田惠子和日本EARTHSHAKER乐队的西田昌史（Marcy）以HIPS的名义合作了超音戰士的主题曲。1991年，寺田离开SHOW-YA乐队成为独立歌手。
寺田独立后发行的第一张专辑《Body & Soul》中的歌曲《PARADISE WIND》曾被NHK选作巴塞罗那奥运会转播主题曲。她于独立期间发行的其他曲目亦有被用在各类电视主题曲、电视广告或广播中。
1994年，寺田于1994年开始参加了每年一次、在日本各地举行的Classic Rock Jam音乐节的演出直至2009年。1995年她参加了为阪神大地震筹款的演唱会“Rock on Kobe”。1996年她曾和原RED WARRIORS的吉他手木暮武彦（Shake）合作完成《Psychodelicious》项目并发行为动漫《逮捕令》所作片尾曲《Thank You, Love》。
1998年，寺田和SHOW-YA成员五十嵐美貴（吉他）、PRINCESS PRINCESS原成员渡邊敦子（贝斯）、富田京子（鼓）和键盘手力石理恵成立全女子乐队“All Japan Women's Pro Band”并在电视演出数年。同年寺田开始主持NHK的常规音乐广播节目。
2002年寺田和Rider Chips乐队合作了《假面騎士龍騎》的主题曲，2004年又演唱了动漫《戰區88》的主题曲。2005年寺田回归改组后的SHOW-YA并重新成为主唱。
2008年寺田惠子和西田昌史及Loudness的二井原实组成平行乐队西寺实。该乐队于2009年发行了一张专辑。

## 作品

### 专辑
- Body & Soul （1992年5月8日）
- Invisible （1993年3月24日）
- Out of Bounds （1994年4月21日）
- 悪い夢 （1994年11月23日）
- End of the World （1992年2月21日）
- Wonderground （2003年3月26日）
- Piece of My Heart  （2016年10月19日）

### 单曲
- "Paradise Wind"（1992年7月21日）
- "Dream Again"（1993年1月21日）
- "Open Your Heart"（1993年5月21日）
- "天国の出口（1994年4月21日）
- "空へ（1994年11月23日）
- "Dead or Alive"（1997年9月26日）

### 合作
- Hips : 夜をぶっとばせ)/Tender （1998年11月30日）
- Cozy Powell Forever （1998年9月19日）
- SuperRock Summit – Stairway to Heaven （1999年3月17日）
- SuperRock Summit – Rainbow Eyes （1999年6月30日）
- 果てしない炎の中へ （2002年6月18日）
- エリア88: "Mission (Fuga) (by Angels)" /戦場のダンス – Dance in the Battlefield（2004年2月25日）

### 视频
- Virgin Flight（1992年2月12日）